# Тухфатулла
Тухфатулла (араб. تحفة الله‎ - «Дар Аллаха») — имя арабского происхождения, является однокоренным с арабским словом «матхаф» - «музей», семантически может быть истолковано как аналог имени Фёдор. В форме «Тухватулла» встречается среди башкир. 
- Тухват Янаби (Тухватулла Калимуллович Калимуллин) — башкирский поэт.

Фамилия
- Тухватуллин, Фатих Насырович — первый нарком Внутренних дел Автономной Башкирской Советской Республики.
- Тухватуллин, Якуб Зайнуллович —  Герой Социалистического Труда.

Тухфат
- Тухфат уль-атфаль — арабская книга по таджвиду.
- Тухфат ан-нафис (араб. «Драгоценный подарок») — книга малайского писателя Раджа Али Хаджи написанная на джави в 1885 году.